# Lamprocryptus pallidipalpis
Lamprocryptus pallidipalpis är en stekelart som först beskrevs av Cameron 1911.  Lamprocryptus pallidipalpis ingår i släktet Lamprocryptus och familjen brokparasitsteklar. Inga underarter finns listade i Catalogue of Life.